# Ивичеста тревна мишка
Ивичестата тревна мишка (Lemniscomys striatus), наричана също пъстра тревна мишка, е вид гризач от семейство Мишкови (Muridae). Видът не е застрашен от изчезване.

## Разпространение и местообитание
Разпространен е в Ангола, Бенин, Буркина Фасо, Бурунди, Гана, Гвинея, Гвинея-Бисау, Демократична република Конго, Етиопия, Замбия, Камерун, Кения, Кот д'Ивоар, Либерия, Малави, Нигерия, Руанда, Сиера Леоне, Танзания, Того, Уганда, Чад и Южен Судан.
Обитава гористи местности, ливади и савани.

## Описание
На дължина достигат до 10,3 cm, а теглото им е около 43,7 g.
Продължителността им на живот е около 2,5 години. Популацията на вида е нарастваща.